# Luz María Bedoya
Luz María Bedoya (Piura, agosto de 1969) es una artista visual peruana cuyo trabajo se ha desarrollado, inicialmente, a través de la fotografía, y más adelante también por medio del vídeo, la instalación, el texto, el dibujo y el arte sonoro. En palabras del investigador y curador Miguel A. López: "La obra de Luz María Bedoya surge en los años 90 en medio de una serie de renovaciones de la discusión artística local que tiene en la fotografía uno de los espacios de producción visual más activos y arriesgados." Bedoya ha representado al Perú en la 51 Bienal de Venecia y en la 11 Bienal de Sharjah.

## Formación
Se graduó como bachiller en Lingüística y Literatura en la Pontificia Universidad Católica del Perú, Lima, asistió a cursos de fotografía en el CEIF (Centro de Estudios e Investigación de la Fotografía), Lima, en el New England School of Photography y en el School of the Museum of Fine Arts, Boston. Atendió seminarios en el Colegio Internacional de Filosofía y en la Maison Européenne de la Photographie en París y ha cursado la Maestría en Teoría Crítica en el 17, Instituto de Estudios Críticos en Ciudad de México.

## Trayectoria
Entre 2000 y 2001 recibió apoyo como artista residente en la Cité Internationale des Arts de París donde, además de producir varios proyectos e instalaciones como “Plano: Primera versión”, “Afuera”, “Globo” e “Impasses”, tuvo la oportunidad de asistir a conferencias y seminarios ofrecidos por Jacques Rancière, Jacques Derrida, Julia Kristeva, Jean Baudrillard, Umberto Eco y Orlan, entre otros. En 2002, gracias a la beca Unesco Aschberg, realizó una residencia de artista en el Museo Irlandés de Arte Moderno en Dublín donde inició su proyecto "Muro". Tres años más tarde "Muro" sería el proyecto con el que representó a Perú en la 51 Bienal de Venecia. En 2007 fue invitada como artista residente en la Civitella Ranieri, en Italia, así como a la Residencia Internacional de Artistas en Argentina (RIIA) en 2009. El 2012 recibió la beca de la Fondazione Fotografia de Modena, en Italia. 
Desde 1993 hasta 2022 dedicó parte de su tiempo a la docencia en el campo de la fotografía, en el Instituto Gaudí y luego en el Centro de la Imagen, en Lima. 
Entre 2002 y 2008 fue miembro del colectivo Espacio La Culpable, un grupo heterogéneo de jóvenes artistas e intelectuales que operaron desde el distrito de Barranco en Lima, realizando diversas creaciones colectivas, exposiciones, activaciones y trabajos con la comunidad.
Fue editora asociada de GARÚA ediciones entre 2015 y 2016. GARÚA fue proyecto independiente sin fines de lucro, de exposiciones y publicaciones con sede en Lima.
En 2022 ganó el premio del público "Luces" a la mejor exposición individual en Perú con su proyecto "Todos los faros de la costa peruana".
A lo largo de 1993 tuvo una columna en el suplemento cultural del diario El Peruano titulada por ella “Paraíso Imperfecto”, título tomado de un cuento breve del escritor Augusto Monterroso. Se trató de una serie de pequeñas viñetas sobre los acontecimientos menores que vivía el personaje Canto Vera Ribera, quien trazaba derivas entre recuerdos de infancia, observaciones asociadas a los años de la guerra interna en el Perú y exploraciones furtivas en la ciudad de Lima. Luz María firmó esa columna únicamente con sus iniciales, "LMB", de modo que fue un gesto de escritura y publicación semi anónimo.

## Obra
- Punto Ciego (1996 -1997): "Su serie fotográfica Punto Ciego, consistente en setenta imágenes tomadas de manera aleatoria a lo largo de la costa desértica peruana, rehúye de la manera tradicional de registrar «el paisaje» desértico en el medio local y se reubica dentro de un mapa de coordenadas espaciales difusas."[2]

- Muro (2002-2005) Fotografía y video. Consiste en recorrer una ciudad sembrando mensajes que sintáctica y fonéticamente sugieren el idioma del lugar, pero que semánticamente carecen de sentido. Los mensajes son escritos en hojas de papel, estrujados e introducidos al azar por la artista en grietas y muros, convirtiéndose en testimonios al ser encontrados. La imposibilidad de entender el mensaje, aun si es descubierto, enfrenta al sujeto ante el fracaso de una comunicación.[3] Realizado en Dublín, Porto Alegre, Lima y Venecia, el proyecto fue presentado por la artista en la 51.ª Bienal Internacional de Arte de Venecia en 2005. Sobre "Muro" Luz María agrega: "Cuando tiras una botella al mar tienes la esperanza de que alguien la encuentre, la descifre. Acá era justamente cancelar esa expectativa. Pero es un fracaso que no es una cosa negativa, es abrir una incertidumbre en un espacio donde te descolocas…".[4]

- Dirección (2006) video sin audio, 4m 48s. Dirección presenta la puesta en paréntesis del sentido. Neutraliza la comunicación que propone entre alguien que pregunta y alguien que contesta dando orientaciones en las calles de la ciudad de Lima. La intención de formular una proposición coherente es suplantada por un repertorio breve de señales gestuales que conforman una coreografía espontánea hecha por los transeúntes.

- Línea de Nazca (2008) video instalación. El video de 2m 40s se basa en la toma de la horizontalidad del paisaje, grabado desde un auto que recorre el área geográfica donde se encuentran las Líneas de Nazca en el desierto de la costa sur peruana. Este video es una reflexión acerca de los modos de ver y los modos de dejar ver. El video se presenta como punto de partida de varias reflexiones e interrogantes acerca de la materialidad del paisaje y especulan sobre la necesidad de ir en contra de la percepción turística de las líneas prehispánicas.[5] Lo acompañan un dibujo de una gran escalera hecho en grafito sobre la pared y un grupo de textos tomados de la primera publicación acerca del sitio arqueológico, escrito por la investigadora alemana Maria Reiche en 1968. La video instalación "Línea de Nazca fue presentada en la 11.ª Bienal de Sharjah.

- Me tiemblan mis labios (2009) audio, 1 minuto "Me tiemblan mis labios" en Inventar la voz. Sonoteca. Fundación Telefónica.
- Todos los faros de la costa peruana (2021-2022): Proyecto multidisciplinar que conecta la navegación, la escritura y el sonido a través del análisis de 56 faros marítimos dispersos en el litoral peruano. Bedoya compone una partitura musical gráfica basándose en dicho análisis y convoca a varios músicos y artistas sonoros para interpretarla; a su vez invita a diversos escritores a desarrollar textos a partir de una selección de conceptos procedentes del lenguaje náutico.[6][7]

## Publicaciones
- Líneas, palabras, cosas. Lima: Instituto Cultural Peruano Norteamericano, 2014. ISBN 9786124092251
- Rock A Way – Meier Ramírez ed., Lima, mayo 2022.
- Kuelap – Machu Picchu. Comparaciones. A cargo de la edición gráfica, la fotografía y el ensayo “Fotografiar en Kuelap”. Autor Mirko Lauer. Fondo Editorial de la Universidad San Martín de Porres, Lima, 2021.
- Muro. Revista Radar, plataforma digital de Arquitectura y Artes del Colegio de Arquitectos del Perú – Regional Arequipa, enero 2019. http://radar.org.pe/muro-luz-maria-bedoya/
- It is foul weather in us all. Proyecto de Literatura conceptual de Riccardo Boglione. MA Bibliothèque, Londres, 2018.
- Sobre las Esculturas subterráneas de Jorge Eduardo Eielson. Revista Bisagra 002, Lima, febrero 2017.
- Aló Teresa. Teresa Burga y amigos. Revista Bisagra 002, Lima, febrero 2017.
- Lecciones de nada y vuelo. Contexto editores, Lima, setiembre 2016.
- La pluralidad de lo fotográfico. Número 001 de la Revista Bisagra, Lima, 2016 y en línea https://redaccion.lamula.pe/2014/06/29/la-pluralidad-de-lo-fotografico/alonsoalmenara/
- Bodegón de bodegones. Mirko Lauer / Luz María Bedoya (Edición gráfica). Fondo Editorial de la Universidad San Martín de Porres, 2010. Libro galardonado con el primer lugar al mejor libro con ilustraciones, del Gourmand World Cookbook Awards, 2010.
- Dirección: de los apuntes para un video grabado en Lima. Revista Roulotte, Barcelona – Santiago de Chile, mayo 2009.
- Elauricular / proyecto para un audio. Revista La Sombra del Hombre, publicación de DIP – Documental Independiente Peruano, Lima, octubre 2008.
- Paraíso Imperfecto, Revista Juanacha publicada por Espacio La Culpable, en Lima, 2008.
- A propósito de "Sobre fotografía: Una autonomía esquiva". Conferencia en el Museo de Arte de Lima, Publicación online en el blog Arte Nuevo. octubre 2006.[8]

## Exposiciones
Exposiciones Individuales:
- Exposición fotográfica. Galería Chateau Lumière, Alianza Francesa, Lima, Perú (1991).
- Fotografía, Galería Luis Miró Quesada Garland del Centro Cultural de la Municipalidad de Miraflores, Lima, Perú (1996)[9]
- Punto Ciego. Primera Bienal Iberoamericana de Arte, Lima, Parú (1997)
- Abbysal. Galería Lyle O. Reitzel, Santo Domingo, República Dominicana (1998)
- Plan: première version. Cité Internationale des Arts, Paris (2001)
- Intervalo: trabajos a distancia. Galería Obra Aberta, Porto Alegre, Brasil (2002). (Bi-personal con María Helena Bernardes).
- El Paracaidista. Galería del Escusado, Lima, Perú (2003)
- Línea de Nazca. Galería 80m2, Lima, Perú (2008)
- Viaje a las Islas Hormiga. [e]Star, Lima, Perú (2008). [Curaduría de Miguel López]
- Esercizi di utopia. Fondazione Collegio San Carlo, Modena, Italia, (2012). [Curaduría de Francesca Lazzarini]
- Área, Galería 80m2, Lima, Perú (2012). [Curaduría de Miguel López]
- Líneas, palabras, cosas. Muestra antológica en la 2.ª Bienal de Fotografía de Lima, Instituto Cultural Peruano Norteamericano ICPNA, Lima. [Curaduría de Miguel López y Jorge Villacorta]
- Principio de la gotera. Document Art Gallery, Buenos Aires, Argentina (2015)
- Luz María Bedoya. Buenos Aires Photo, Centro Cultural Recoleta, Buenos Aires, Argentina (2015). [Curaduría de Rodrigo Alonso]
- Nota a pie de página para las predicciones del tiempo. Garúa, Lima, Perú (2016).
- Todos los faros de la costa peruana, MALI, Lima, Perú (2021-2022).[7][Curaduría Sharon Lerner]

## Colecciones
Su obra es parte de colecciones públicas y privadas entre las que destacan: MALI - Museo de Arte de Lima y Museo de Arte de la Universidad Nacional Mayor de San Marcos en Lima, Museo Blanton  en Austin, Ryerson Image Centre en Toronto, Museo de Arte Moderno de Río de Janeiro, Fundación A Stichting en Bruselas, Fundación Cassa di Risparmio di Modena, Fundación Larivière en Buenos Aires; colecciones Lemaître y Poniatowski en París, JP Morgan Chase en Nueva York, Joaquim Paiva en Río de Janeiro. En el Perú integra numerosas colecciones privadas de fotografía y arte contemporáneo.